# Curiglia con Monteviasco
Curiglia con Monteviasco (Curìa cun Munviasch in dialetto varesotto) è un comune italiano di 142 abitanti della provincia di Varese, in Lombardia. È il comune meno popolato della provincia.
Unico centro abitato situato sul versante meridionale della Val Veddasca, a ridosso del confine di Stato italo-elvetico, è costituito da una ventina di frazioni e agglomerati di case ben distinti tra di loro, progressivamente unitisi in un solo corpo amministrativo.

## Geografia

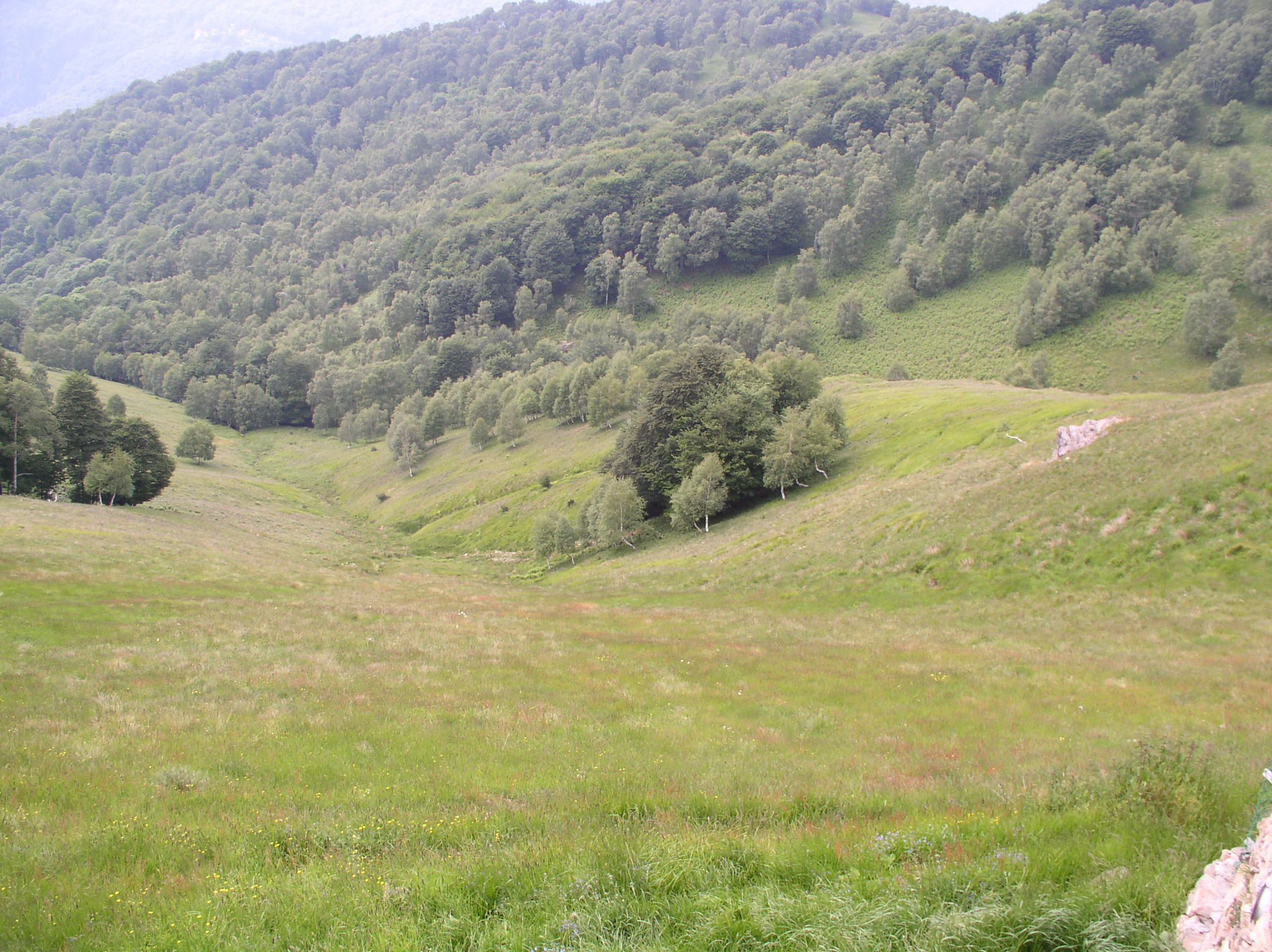
I prati dell'Alpone

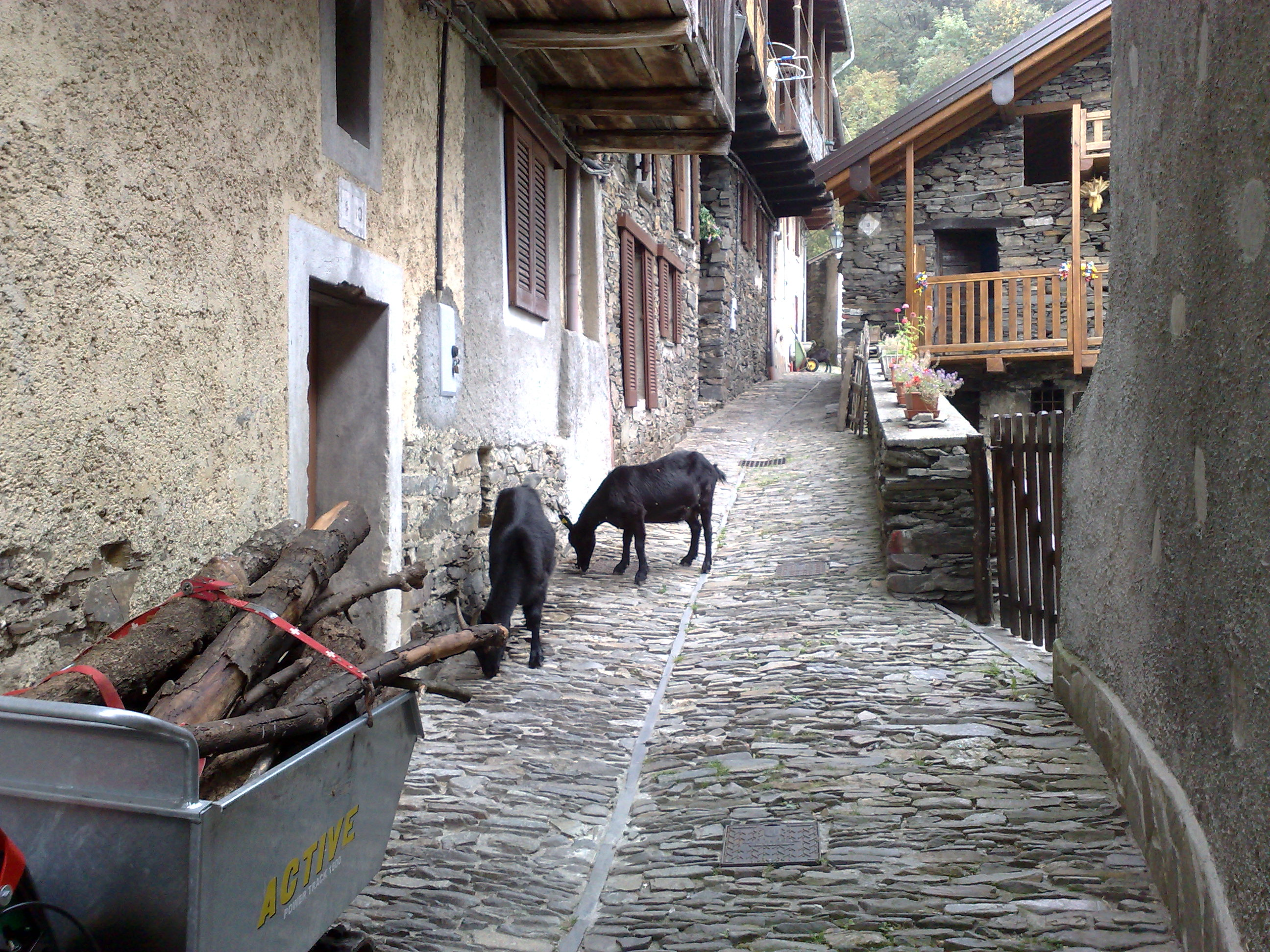
Un viottolo a Monteviasco

Il paese è arroccato sul fianco della vallata solcata dal torrente Giona: l'architettura delle frazioni si connota in larga parte per uno stile tipicamente montano, con rustiche costruzioni in pietra a vista, balconi in legno e tetti rivestiti in pioda; le strade mantengono inoltre la pavimentazione lapidea nota in dialetto locale come rizzada.
Nel territorio comunale ricadono inoltre vasti alpeggi un tempo adibiti alla transumanza delle bestie, in particolare nelle frazioni di Sarona e Alpone.

## Storia
In epoca napoleonica, seppur brevemente, Monteviasco fu unita a Curiglia per poi tornare indipendente. L'aggregazione di Monteviasco a Curiglia fu riproposta nel 1928, assieme alla frazione di Piero, staccata dal soppresso comune di Lozzo (che venne invece incorporato in Veddasca): nacque così il comune di Curiglia con Monteviasco.

## Monumenti e luoghi d'interesse
Presso il confine comunale con Dumenza sorge il cinquecentesco Santuario del Tronchedo, intitolato alla cosiddetta Madonna del Latte.

## Società

### Evoluzione demografica
Per quanto concerne Curiglia, i dati demografici sono attestati fin dal XVIII secolo:
- 287 nel 1751
- 309 nel 1805
- 717 dopo la prima annessione di Monteviasco, nel 1809
- 489 nel 1853
- 520 nel 1861
- 544 nel 1881
- 494 nel 1901
- 398 nel 1921

Abitanti censiti

## Economia

### Turismo
Dal secondo dopoguerra in avanti il comune ha conosciuto un progressivo sviluppo in chiave turistica, complice la propria natura di borgo montano semi-isolato: esso è divenuto una destinazione escursionistica, essendo dotato di una capillare rete di sentieri boschivi, alcuni dei quali superano il confine con la Svizzera spingendosi fin sui massicci del Monte Lema e del Monte Tamaro.

## Infrastrutture e trasporti

### Strade
Il comune è collegato a Luino dalla strada provinciale 6 della Val Dumentina: superata Due Cossani, frazione di Dumenza, si percorre a mezza costa il versante boscoso del monte Gradisea, indi, dopo aver oltrepassato il monumento in ricordo della visita pastorale di san Carlo Borromeo, si giunge a Curiglia, sede municipale. La strada ha poi termine in località Ponte di Piero.
Unica frazione non servita dalle strade carraie è Monteviasco, le cui uniche vie d'accesso terrestri sono costituite da sentieri boschivi (dei quali il più diretto, composto da circa un migliaio di ripidi gradini, la collega a Ponte di Piero).

### Impianti a fune
Onde rompere l'isolamento di quest'ultima frazione, che tra la fine del XX secolo e l'inizio del XXI ha visto costantemente calare il numero dei propri abitanti (a novembre 2018 i residenti stabili erano circa 15, in buona misura anziani), nel 1989 essa è stata collegata da una funivia alla frazione Ponte di Piero.
L'impianto, costruito dall'impresa Hölzl di Merano, consiste di un doppio cavo a doppia campata (retto circa a mezza via da un pilone) lungo circa 1 km, sul quale corre in ambedue le direzioni una singola cabina capace di 15 passeggeri. Il dislivello tra valle e monte è di circa 400 m. L'orario di servizio prevede un numero di corse variabile stagionalmente, in genere con rinforzi nei giorni festivi, più eventuali servizi straordinari erogati su richiesta; non sono previsti giorni di riposo se non per interventi manutentivi o situazioni climatiche sfavorevoli. La funivia è riconosciuta come parte della rete di trasporto pubblico locale della Regione Lombardia.

## Amministrazione
Il comune fa parte della Comunità Montana Valli del Verbano; precedentemente ricadeva nel territorio della disciolta Comunità Montana della Valcuvia.